# Tillbaka till Ararat
Tillbaka till Ararat är en svensk dokumentärfilm från 1988 gjord av de svenska filmarna PeÅ Holmquist och Susanne Khardalian. 

## Handling
Filmen handlar om det armeniska folkmordet och om dagens armenier i exil som drömmer om att få komma tillbaka till hemlandet. 

## Om filmen
Filmen hade världspremiär i Stockholm den 4 november 1988.

## Medverkande
- Raffy Arnaldjian
- Ani Arnaldjian
- Garabed Hovakimian
- Gework Emin
- Albert Tutor

## Utmärkelser
- 1989 – Guldbagge – Bästa film, Per-Åke Holmquist

### Webbkällor
- Tillbaka till Ararat på Svensk Filmdatabas
- Tillbaka till Ararat på Internet Movie Database (engelska)